# Anadia (Gymnophthalmidae)
Anadia – rodzaj jaszczurek z rodziny okularkowatych (Gymnophthalmidae).

## Zasięg występowania
Rodzaj obejmuje gatunki występujące w Kostaryce, Panamie, Kolumbii, Wenezueli, Gujanie i Ekwadorze.

## Systematyka

### Etymologia
- Anadia: J.E. Gray nie wyjaśnił etymologii nazwy rodzajowej[1], najwyraźniej nazwa bez znaczenia.
- Argalia: J.E. Gray nie wyjaśnił etymologii nazwy rodzajowej[2], najwyraźniej nazwa bez znaczenia. Gatunek typowy: Argalia marmorata J.E. Gray, 1846.
- Xestosaurus: gr. ξεστος xestos „wygładzony, wypolerowny”[6]; σαυρος sauros „jaszczurka”[7]. Gatunek typowy: Ecpleopus (Xestosaurus) bogotensis Peters, 1863.

### Podział systematyczny
Do rodzaju należą następujące gatunki: 
- Anadia altaserrania Harris & Ayala, 1987
- Anadia bitaeniata Boulenger, 1903
- Anadia blakei Schmidt, 1932
- Anadia bogotensis (Peters, 1863)
- Anadia brevifrontalis (Boulenger, 1903)
- Anadia buenaventura Betancourt, Reyes-Puig, Lobos, Yánez-Muñoz & Torres-Carvajal, 2018
- Anadia bumanguesa Rueda-Almonacid & Caicedo, 2004
- Anadia escalerae Myers, Rivas & Jadin, 2009
- Anadia hobarti La-Marca & Garcia-Perez, 1990
- Anadia hollandi Amézquita, Daza, Barragán-Contreras, Orejuela, Barrientos & Mazariegos, 2022
- Anadia marmorata (Gray, 1846)
- Anadia ocellata Gray, 1845
- Anadia pamplonensis Dunn, 1944
- Anadia pariaensis Rivas, La Marca & Oliveros, 1999
- Anadia petersi Oftedal, 1974
- Anadia pulchella Ruthven, 1926
- Anadia rhombifera (Günther, 1859)
- Anadia steyeri Nieden, 1914
- Anadia vittata Boulenger, 1913